# Haloxylon scoparium
Haloxylon scoparium Pomel – gatunek roślin z rodziny szarłatowatych (Amaranthaceae). Występuje w Afryce Północnej i na półwyspie Synaj.

## Morfologia i ekologia
Półkrzew o bardzo rozgałęzionych pędach, dołem drewniejących. Ma wysokość 20–50 cm. Pędy segmentowane, młode mają szarozieloną barwę, starsze są czarniawe. Liście zredukowane do trójkątnych łusek, funkcję fotosyntezy przejmują mięsiste pędy. Kwiaty z dwoma jajowatymi przysadkami. Owocem jest szerokojajowaty skrzydlak o długości 4–6 mm.
Sklerofit przystosowany do klimatu tropikalnego i bardzo suchego. Rośnie na pustyniach i półpustyniach, głównie na podłożu piaszczystym.

## Znaczenie
Z popiołu powstającego po spaleniu krzewów rodzaju saksaułów (Haloxylon) zmieszanego z olejem z oliwek dawniej wytwarzano substrat mydła. Z tego powodu M. Zohary uważa gatunki Haloxylon scoparia, Haloxylon persicum i Haloxylon salicornicum za rośliny biblijne, występują bowiem na terenach biblijnych, a o użyciu tak produkowanego mydła mówi werset 2,22 Księgi Jeremiasza.